# わしゃがなTV
『わしゃがなTV』は、4Gamerが運営しているYouTubeの番組。声優の中村悠一とフリーライターのマフィア梶田をメインMCに、構成作家およびイラスト担当に漫画家の大川ぶくぶが出演している。
提供は株式会社ムービック、Aetas株式会社。Aetasは4Gamerの運営元。

## 概要
番組のコンセプトは「フリー“なんでも”ライターのマフィア梶田と声優の中村悠一がお送りするラジオみたいな動画番組。構成作家に「ポプテピピック」でおなじみの漫画家・大川ぶくぶを迎え，様々な趣味にまつわるオモシロ企画やゲーム実況をお届け」であり、ゲーム実況、ホビー対戦、開封動画がメインとなっている。フィギュア等の私物紹介や車、声優事情、ライター事情などフリートークも展開する。
ゲストには中村や梶田の交友関係でシンガーソングライターの星野源、ゲームクリエイターの桜井政博が出演することもある。声優からは最上嗣生、杉田智和、安元洋貴、花江夏樹、悠木碧、上坂すみれ、宮野真守等々多数出演している。
番組冒頭のあいさつに大川が考案した「わしやがな、○○です。」があるが、大川自身は「自分が作ったものだから」という理由で使っていない。
大川著の『GOHOマフィア！梶田くん』には中村と梶田が登場しており、わしゃがなTVのパロディ回が存在する。
番組当初より視聴者を「十代美少女」と呼称しており、番組スタンプにも存在する。メンバーシップ名の「十代美少女 覇悪怒組」（じゅうだいびしょうじょ はあどぐみ）はこれに由来している。公式グッズ第2弾ではメンバー3人が覇組、悪組、怒組にそれぞれ割り振られたグッズが発表された。

## 出演者・番組スタッフ

### レギュラー出演
メインMC
中村悠一
声優。『マクロスF』や『ジョジョの奇妙な冒険』など、出演作のゲーム化作品をプレイする際には、出演時の簡単な裏話を披露することもある。
マフィア梶田
フリーライター。番組出演のほか、ライターとして4Gamer.netにてわしゃがなTV関連記事を掲載することもある。
サポーター
大川ぶくぶ
漫画家。番組では構成作家・イラストを担当している。出演は不定期だが、番組始動の初期の頃から声のみで度々参加していた。顔出ししないスタンスであり、映り込んでしまった場合はイラストやぼかしによる隠蔽処理される。2022年5月9日公開の動画より黒子の被りものを被るようになった。
おれっち
編集者。4Gamer番組サポーター。裏方だが対戦やゲームに参加することもあり、時にはゲーム攻略など裏作業もこなす。4Gamer.netにてわしゃがなTVの記事掲載・宣伝も担当する時がある。スタッフだがMCと絡むこともそれなりにあるため、大川ぶくぶの専用キャラクターイラストが2021年8月23日公開の動画で公開された。『GOHOマフィア！梶田くん』でも描かれている。

### その他のスタッフ
まりメラ
編集者。4Gamer番組サポーター。番組には未出演だが、主に4Gamer.netにてわしゃがなTVの記事掲載・宣伝を担当。2022年5月5日付けの記事以降は担当していない。
鼬
編集者。4Gamer番組サポーター。番組には未出演だが、まりメラの後任で2022年04月15日付けの記事からわしゃがなTVの記事掲載・宣伝を担当している。

## 楽曲・BGM
オープニング「わしゃがなTVのテーマ（仮）」
作曲・歌：祖堅正慶（スクウェア・エニックス）

## 番組コーナー
ゲーム実況
ゲームメディア運営という事もあって、数々のゲームをプレイしている。MC二人の年代やそれ以前のゲームをすることもしばしば。提供案件でリリース前のゲームをプレイすることもある。
開封企画
ランダム商品（ウエハース・チョコエッグ）、ビックリマンシール、フィギュア、プラモデルの開封・紹介企画。
ホビー企画
カブトボーグやビーダマン等懐かしのホビーを取り扱った対戦・紹介企画。4Gamerスタッフが参戦したり、MC二人を模したフィギュア「なっか」と「かじた」が登場することも。
食品企画
ご当地お菓子、海外のお菓子、駄菓子、レーション等の食べ比べ企画。
アナログゲーム企画
人生ゲーム、トレーディングカードなど様々なアナログゲームで対戦する企画。独自のルールを編み出し自由に遊ぶ事もある。
私物紹介
ゲストが出演する際の恒例企画。フィギュアやゲーム、車等の私物を紹介。このほかにも誕生日プレゼントを贈りあう事がある。
書籍紹介
『月刊ニュータイプ』等の1990年代から現在に渡るゲーム雑誌やガンダム占いなど気になる本の紹介。当時の声優事情トークや考察がなされることも。
生イラスト（ライブペインティング）
番組当初にあったコーナー。放送前の待機時間に大川ぶくぶがイラストを生放送にて描いていた。
わしゃガチャ / お便りコーナー
大川ぶくぶの自画像を模したお便りBOXに入ったユーザーコメントに答えるコーナー。
おまけ動画
『4GamerSP』にて動画撮影後のフリートークがおまけ動画として上がる場合がある。
十代美少女 覇悪怒組（じゅうだいびしょうじょ はあどぐみ）
メンバーシップ向けのコンテンツ。主にフリートーク（あとのまつり）、番組収録後のショート動画